# Alfred Maudslay

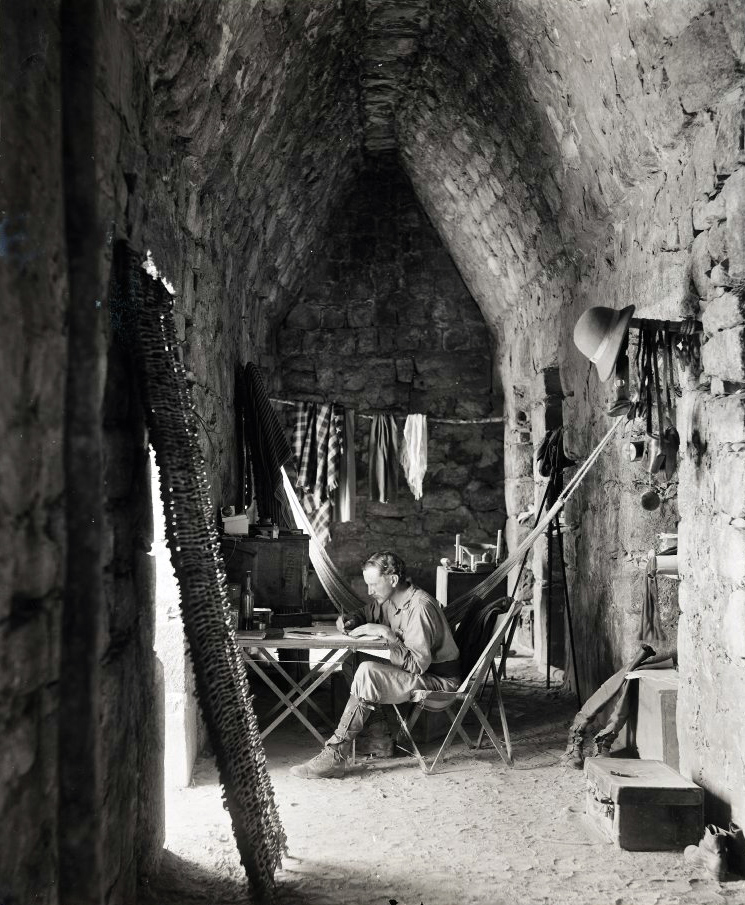
Alfred Maudslay in Chichén Itzá, Mexiko (1899)

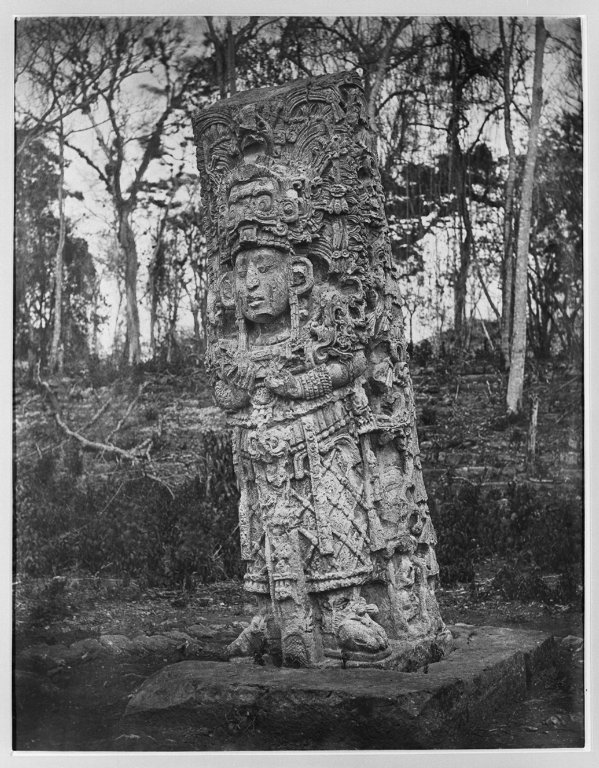
Alfred Maudslay – Foto der Stele H in Copán, Honduras (1885)

Alfred (Percival) Maudslay (* 18. März 1850 bei London; † 22. Januar 1931 in Hereford) war ein britischer Diplomat, Naturforscher, Archäologe, Übersetzer und Schriftsteller. Berühmt geworden ist er als einer der Pioniere der Maya-Forschung.

## Leben
Maudslay war ein Enkel des Erfinders und Maschinenbauers Henry Maudslay. Nach Abschluss seiner Schulausbildung in Royal Tunbridge Wells und an der Harrow School studierte er Naturwissenschaften am Trinity-Hall-College in Cambridge. In den Jahren 1873/74 war er Privatsekretär von William Cairns, dem Gouverneur der Karibikinsel Trinidad; er folgte diesem im Januar 1875 nach Queensland, Australien. Später ging er mit dem gerade erst zum Gouverneur ernannten Arthur Hamilton-Gordon nach Fidschi und wurde Konsul von Tonga und Samoa.
Zu Beginn des Jahres 1880 verließ er den diplomatischen Dienst und kehrte nach England zurück, von wo er jedoch schon bald zu einer Reise nach Guatemala und Honduras aufbrach, auf der er die zumeist gerade erst entdeckten archäologischen Stätten von Quirigua, Copán, Tikal, Yaxchilán, Chichén Itzá u. a. erforschte. Er ließ Gips- und Pappmaché-Abdrücke anfertigen, die er an Museen in England und den USA verschickte; außerdem machte er zahlreiche Plattenfotografien. Im Jahr 1902 veröffentlichte er weitgehend auf eigene Kosten seine Mittelamerika-Forschungen in dem bebilderten fünfbändigen Werk Biologia Centrali-Americana. Da die ererbte Maschinenbaufirma seines Großvaters Henry Maudsley zu der Zeit in Konkurs geriet, war er zwischenzeitlich nahezu bankrott. Mit seiner im Jahr 1892 geehelichten Frau Annie lebte er einige Jahre in der Kleinstadt San Ángel bei Mexiko-Stadt.
Im Jahr 1907 kehrten die Eheleute für immer nach England zurück. Zwischen 1905 und 1912 übersetzte Maudslay die Historia verdadera de la conquista de la Nueva España des spanischen Konquistadors Bernal Díaz del Castillo ins Englische und fügte zahlreiche Anmerkungen und einen kritischen Apparat hinzu. Im Jahr 1914 wurde Maudslay in die American Academy of Arts and Sciences gewählt.
Seine Frau Annie starb im Jahr 1926; zwei Jahre später heiratete er Alice Purdon. In dieser Zeit schrieb er seine Autobiografie Life in the Pacific Fifty Years Ago. Er starb im Jahr 1931 in Hereford und wurde in der dortigen Kathedrale beigesetzt. Seine fotografischen und archäologischen Sammlungen befinden sich größtenteils im Besitz der Harvard University und des British Museum.

## Schriften
- Biologia Centrali-Americana: Contributions to the Knowledge of the Fauna and Flora of Mexico and Central America (Nachdruck). University of Oklahoma Press, 1983, ISBN 978-0-8061-9919-1.
- A Glimpse at Guatemala, and Some Notes on the Ancient Monuments of Central America. London, John Murray, 1899. (Neuauflage Cambridge University Press, 2010. ISBN 978-1-108-01704-6)
- Life in the Pacific Fifty Years Ago, London, George Routledge & Sons, 1930.